# 神庭岩船山古墳
神庭岩船山古墳（かんばいわふねやまこふん）は島根県出雲市に所在する前方後円墳。島根県指定史跡に指定されている。

## 概要
神庭岩船山古墳は島根県出雲市斐川町荘原の出雲市立荘原小学校の敷地内に位置する。古くは江戸時代から、近隣に所在する諏訪神社との関連で知られていた。規模は全長49.2メートル、高さ4.8メートルで、年代は舟形石棺と円筒埴輪の検討により古墳時代中期末に位置付けられる。

## 調査史

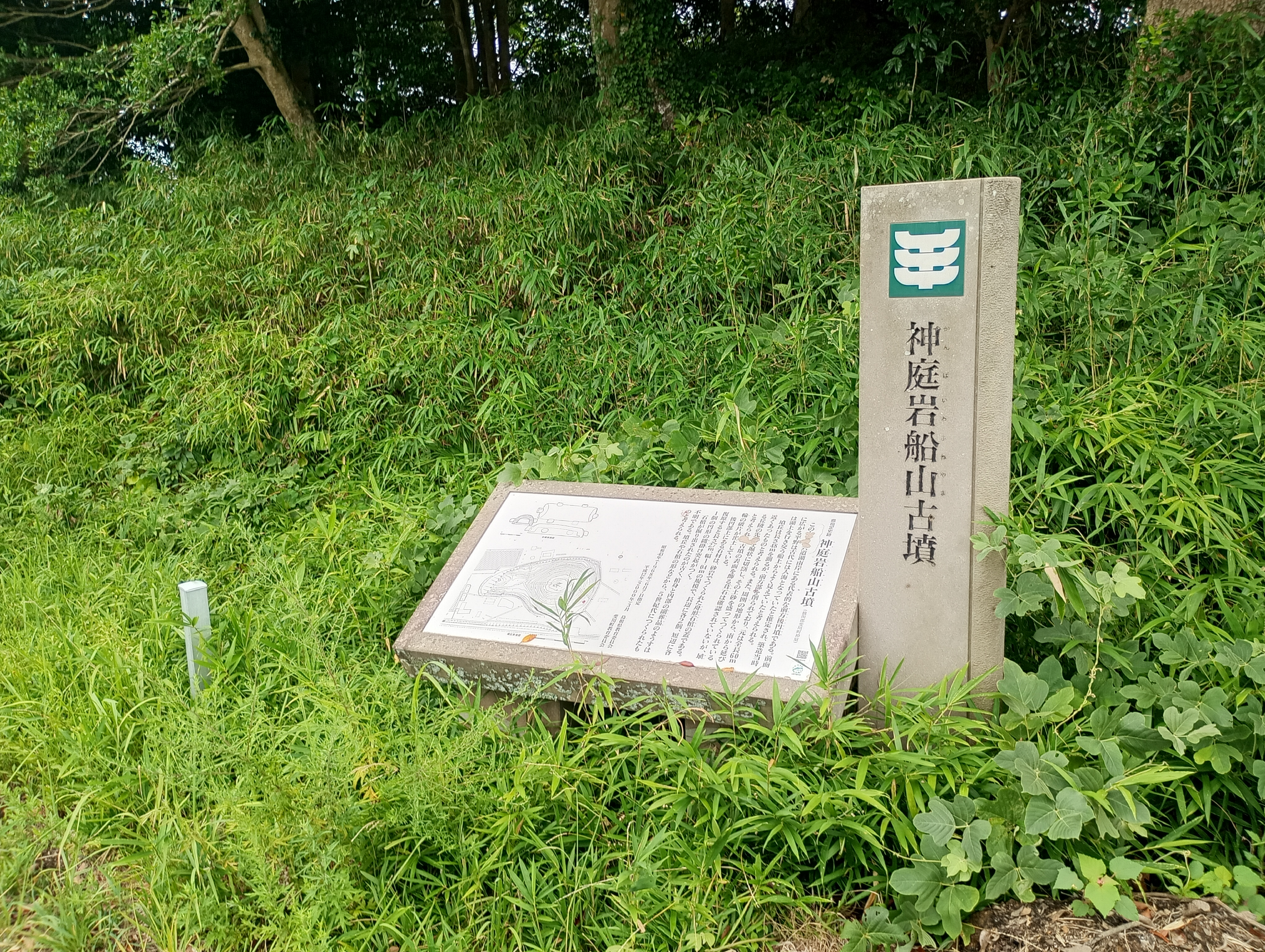
神庭岩船山古墳の案内板

神庭岩船山に関する最古の文献記録は享保2年（1717年）に松江藩士・黒沢長尚によって編纂された『雲陽誌』とされる。『雲陽誌』には「岩舟明神」の項に「亀山」と呼ばれていること、岩船伝説について記載している。近代においては、1925年の『島根県史』には記載されていないが、1940年の『簸川郡史』で縄掛突起をもつ舟形石棺が墳丘上に存在することが紹介されている。
戦後に実施された調査としては、山本清（1950年に2度）、島根大学考古学研究室(1965年）、本庄考古学研究室（1979年、補足測量1981年）、斐川町教育委員会（1984年、1988年）による墳丘測量、山本清による石棺実測（1965年、略図作成1946年）、斐川町教育委員会による土層図作成（1985-1986年）、出雲市教育委員会による範囲確認のための発掘調査（2016-2017年）が挙げられる。

## 遺構
墳丘は前方後円形を呈するが前方部などが削られている。復元長は約55メートル、57-58メートルなどの諸説があったが、本庄考古学研究室による検討によって約49.2メートルとなることが明らかになった。後円部径28.4メートル、高さ4.8メートルである。墳頂に平坦面は確認できず、段築もない。

## 遺物
石棺の発掘年代が古く、出土品の所伝は失われている。ここでは墳丘上に置かれている舟形石棺の蓋と、1980年代の調査で出土した円筒埴輪について述べる。

### 舟形石棺

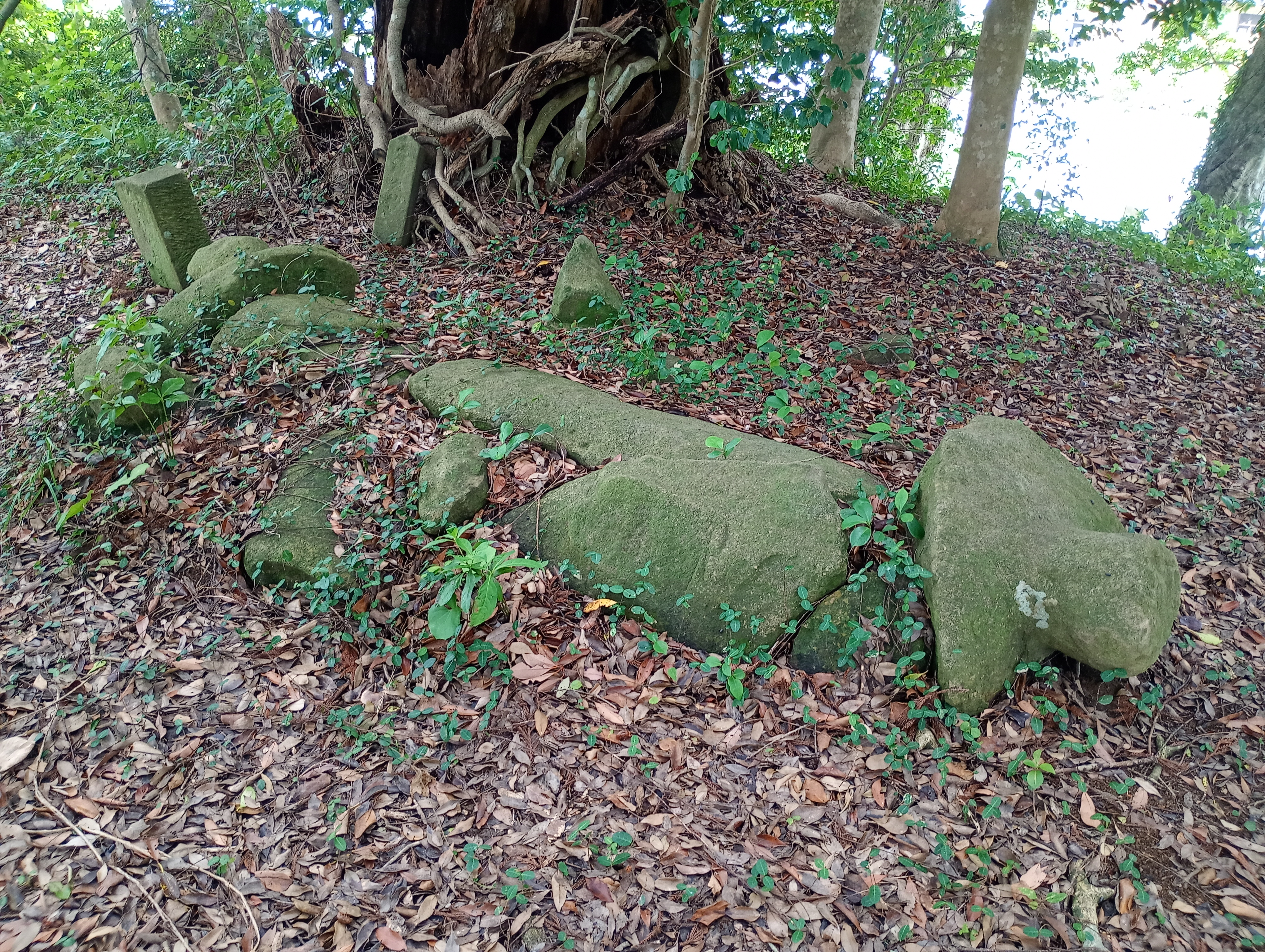
神庭岩船山古墳の舟形石棺

蓋のみが口縁部上に現存している。長さ2.7メートル（突起を含めて3.1メートル）、幅は90-104センチメートルで直線的、高さは53-65センチメートルの印籠口式の舟形石棺である。直径約30センチメートル、長さ約20センチメートルの円形突起が、両側面に2個ずつと両端に1個ずつの計6個存在する。石質は砂岩。蓋と身の合わせ部の構造と平面形態から、神庭岩船山古墳の石棺は古墳時代中期末から後期前半に位置付けられる。
棺身は失われてしまったとされるが、墳頂部に眠っている可能性もある。

### 埴輪
後述の防空壕跡の調査の際に出土した。すべて小破片で、円筒埴輪はあるが形象埴輪は確認できない。時期は古墳時代中期末に位置付けられる。製作技術には地域色が確認されず、「畿内系」と呼ばれる系統に属する。

## 歴史的位置付け
出雲平野東南部では古墳時代中期後半に軍原古墳、神庭岩船山古墳という大型の古墳が相次いで築造されることから、この地域に新たな勢力が急速に出現したことが想定される。
神庭岩船山古墳は後に出雲国出雲郡健部郷とされる地域に所在する。『出雲国風土記』には健部郷の由来として景行天皇代に倭建命の名代として健部が置かれたというエピソードが記載されており、また『古事記』に倭建命と出雲振根の対決のエピソードがあることからも、古墳時代中期の出雲平野東南部の勢力とヤマト政権との関係が注目されてきた。健部郷の「タケ」を「ワカタケル」すなわち雄略天皇との関係から考える説もある。
古墳周辺では、古墳時代以降の須恵器、土師器、青磁片が発見されている（神庭丘陵北遺跡）。

## 近世以降の出来事

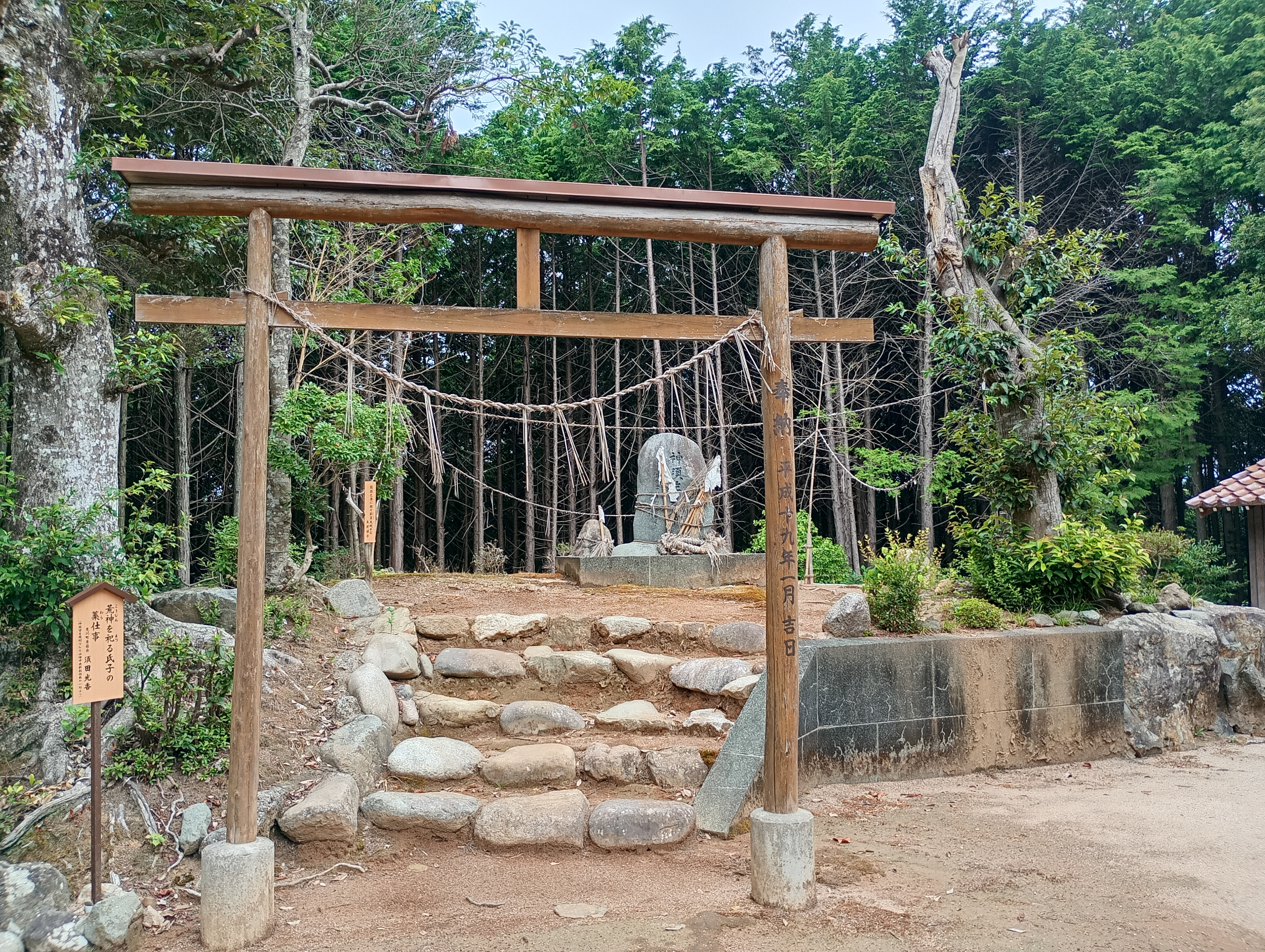
諏訪神社境内の荒神さん（宇屋神庭丘上2号墳）

石棺は斐川町神庭の氏神である諏訪神社の祭神（建御名方命）が信濃から乗って来た岩船であるとする伝承があり、明治15-16年ごろに諏訪神社境内の「宇屋神庭丘上二号墳」に石棺蓋が移された。1938年に再び古墳上へ運び戻されたが、その時に破損したようである。
太平洋戦争中に、墳丘に2本の防空壕が掘られている。この防空壕跡は戦後隣接する荘原小学校の児童の遊び場となっていたが、崩落など事故の危険が存在したため1984年から5ヶ年計画の保存整備事業で埋め戻された。なお埋め戻しにかかる調査で東防空壕跡（1号）、西防空壕（2号）の両方から円筒埴輪が出土している。

## 文化財
島根県指定史跡
- 神庭岩船山古墳 - 1968年（昭和43年）6月7日[33]